# Marcus Sittikus von Hohenems

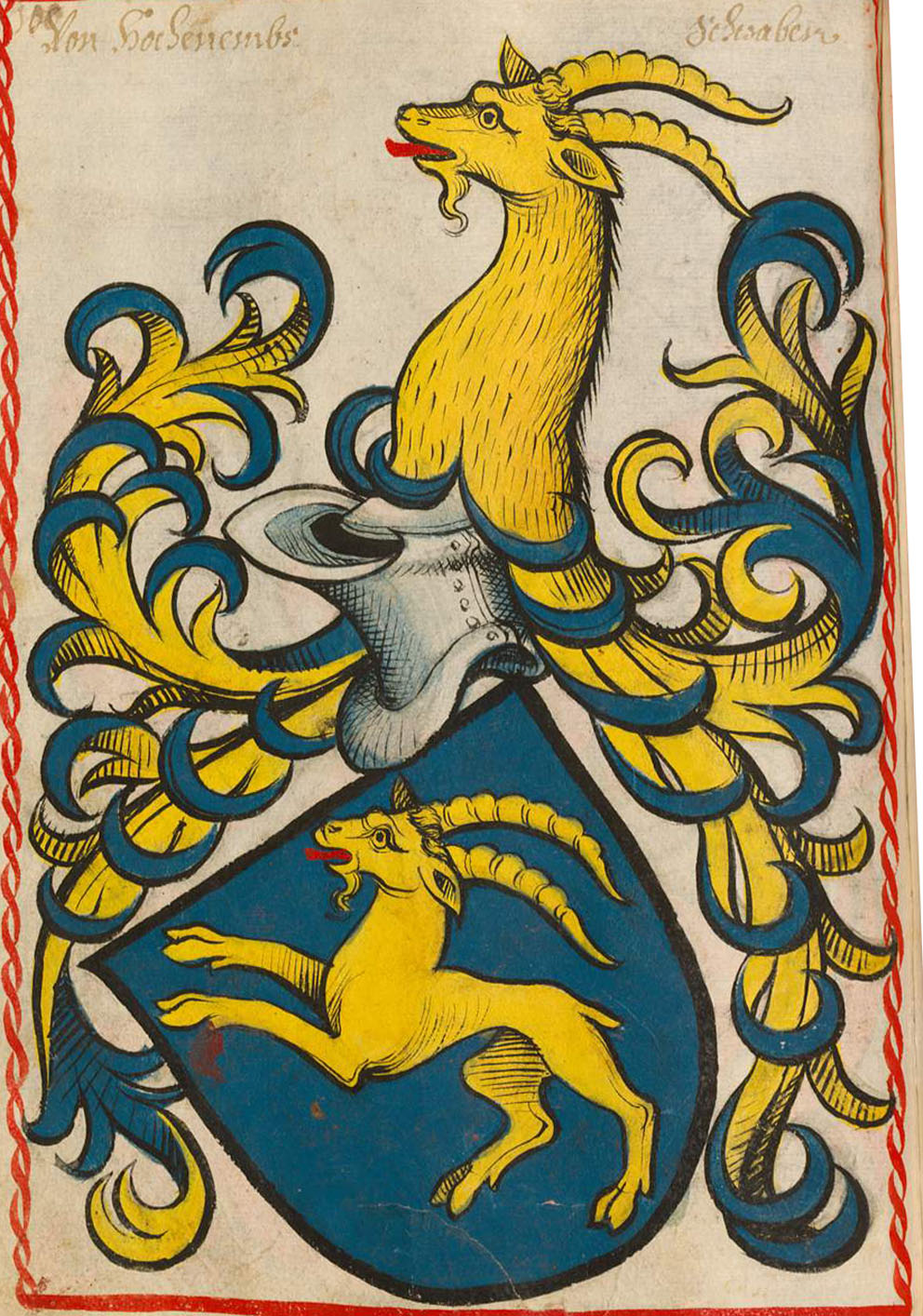
Stemma dei signori di Ems dal 1450.

Marcus Sittikus von Hohenems (Hohenems, 24 giugno 1574 – Salisburgo, 9 ottobre 1619) è stato un arcivescovo cattolico austriaco, arcivescovo di Salisburgo.

## Biografia
Nipote di Wolf Dietrich von Raitenau, suo predecessore come arcivescovo di Salisburgo, Markus Sittikus von Hohenems venne predestinato sin dalla gioventù a ricoprire in futuro una carica ecclesiastica. La sua famiglia era già largamente introdotta alla carriera ecclesiastica ed egli era figlio di Ortensia Borromeo e di Jacob Hannibal von Ems zu Hohenems, celebre condottiero, e quindi pronipote di papa Pio IV e nipote di san Carlo Borromeo e dei cardinali Marco Sittico Altemps e Giovanni Antonio Serbelloni.
Già al tempo della reggenza di suo zio, Salisburgo si trovava sottoposta al governo bavarese ma l'arcivescovo aveva sempre confermato il proprio possesso sulla fortezza cittadina di Hohensalzburg, ribadendo difatti la forza indipendentista del principato ecclesiastico austriaco.
Il 24 marzo 1612, alla morte dello zio von Reitenaus, von Hohenems venne chiamato a succedergli sulla cattedra arcivescovile salisburghese, ma fin dall'inizio si intese che egli non sarebbe stato un burattino nelle mani di Massimiliano di Baviera, ma anzi continuò strenuamente la politica inaugurata dal suo predecessore. Nel settembre del 1612, inoltre, prese gli ordini sacri e divenne sacerdote a tutti gli effetti. Come primo atto egli si rifiutò, pur arcivescovo, di entrare a far parte della Lega Cattolica promossa dalla Baviera, perché contrario alla politica di quel paese. Evitò così che Salisburgo venisse coinvolta nella rovinosa Guerra dei Trent'anni.
Interessandosi di architettura, continuò l'opera del suo predecessore anche se in forma più modesta. Scelse per la costruzione del nuovo duomo l'architetto italiano Santino Solari che rivisitò il progetto già pensato da Vincenzo Scamozzi riducendolo di due terzi. Nel 1614 pose la prima pietra del nuovo edificio che sarebbe stato completato solo nel 1628 dal suo successore, Paride Lodron. Fece erigere anche la chiesa di San Marco e l'ospedale dei Fratelli della Misericordia (distrutto da una frana nel 1669), oltre alla chiesa del Corpus Domini che venne demolita in seguito dall'arcivescovo Colloredo nel XVIII secolo.
Con il denaro del proprio patrimonio fece costruire, sempre da Santino Solari, l'Hellbrunn insieme al vasto parco circostante che ancora oggi costituisce uno dei più importanti centri verdi della città, oltre alla villa rustica di stile italiano annessa al parco. Come il proprio predecessore, fu il diffusore principale dello stile barocco nell'area del salisburghese.
Morì a Salisburgo il 9 ottobre 1619 e gli successe il nipote Paride Lodron.

## Genealogia episcopale e successione apostolica
La genealogia episcopale è:
- Vescovo Johann Baptist Pichlmair
- Vescovo Wolfgang von Hausen
- Arcivescovo Marcus Sittikus von Hohenems

La successione apostolica è:
- Vescovo Albert von Törring (1614)
- Vescovo Jakob Eberlein (1615)
- Vescovo Johann Paul Ciurletti (1617)